# Pentan
Pentan (pentane), hay còn gọi là amyl hydrid hay skellysolve A là một hyđrocacbon thuộc nhóm alkan có công thức C5H12.
Pentan được sử dụng chủ yếu làm nhiên liệu và dung môi.

## Cấu trúc phân tử
Cấu trúc phân tử Pentan dạng thẳng giống Butan nhưng có thêm một nhóm -CH2.

## Đồng phân
Pentan có hai đồng phân là isopentan và neopentan
| pentan | iso-pentan | neo-pentan |
| ------ | ---------- | ---------- |
|        |            |            |

## Các phản ứng
Pentan đốt cháy tạo thành CO2 và nước
C5H12 + 8 O2 → 5 CO2 + 6 H2O
Khi lượng oxy thiếu, sản phẩm của phản ứng có thể còn là carbon, carbon monoxide (CO).
Giống như các hydrocarbon khác, Pentan phản ứng với Cl2
C5H12 + Cl2 → C5H11Cl + HCl
Phản ứng phổ biến khác:
CH3CH2CH2CH2CH3 + 5 O2 → C2H2(CO)2O + 5 H2O + CO2